# Дибориды
Дибори́ды — подгруппа химических соединений, входящие в группу боридов, бинарных соединения бора с более электроположительными химическими элементами. Дибориды с металлами — MeB2 получили наибольшее распространение в технике из-за их тугоплавкости. Самый термостойкий из всех боридов ― диборид гафния HfB2, который плавится только при 3250°C.   — Виктор Станицын, «Бор», 1969.
Часть соединений рассматриваются как синоним борида, например диборид титана TiB2.

## Соединения
- Диборид циркония ZrB2
- Диборид хрома CrB2
- Диборид рутения
- Диборид серебра
- Диборид тримеди
- Диборид триниобия